# پیریدوکسال
پیریدوکسال (به انگلیسی: Pyridoxal) با فرمول شیمیایی C8H9NO3 یک ترکیب شیمیایی با شناسه پاب‌کم ۱۰۵۰ با حلقه هتروسیکلیک است. جرم مولی آن ۱۶۷٫۱۶ گرم بر مول می‌باشد.